# Trichomanes cartilagineum
Trichomanes cartilagineum là một loài dương xỉ trong họ Hymenophyllaceae. Loài này được Vieill. & Pansch., v.d.B. mô tả khoa học đầu tiên năm 1861.
Danh pháp khoa học của loài này chưa được làm sáng tỏ. 